# オルモ・ロック
オルモ・ロック（英語: Olumo Rock）はナイジェリアの南西部に位置する山の名称。

## 概要

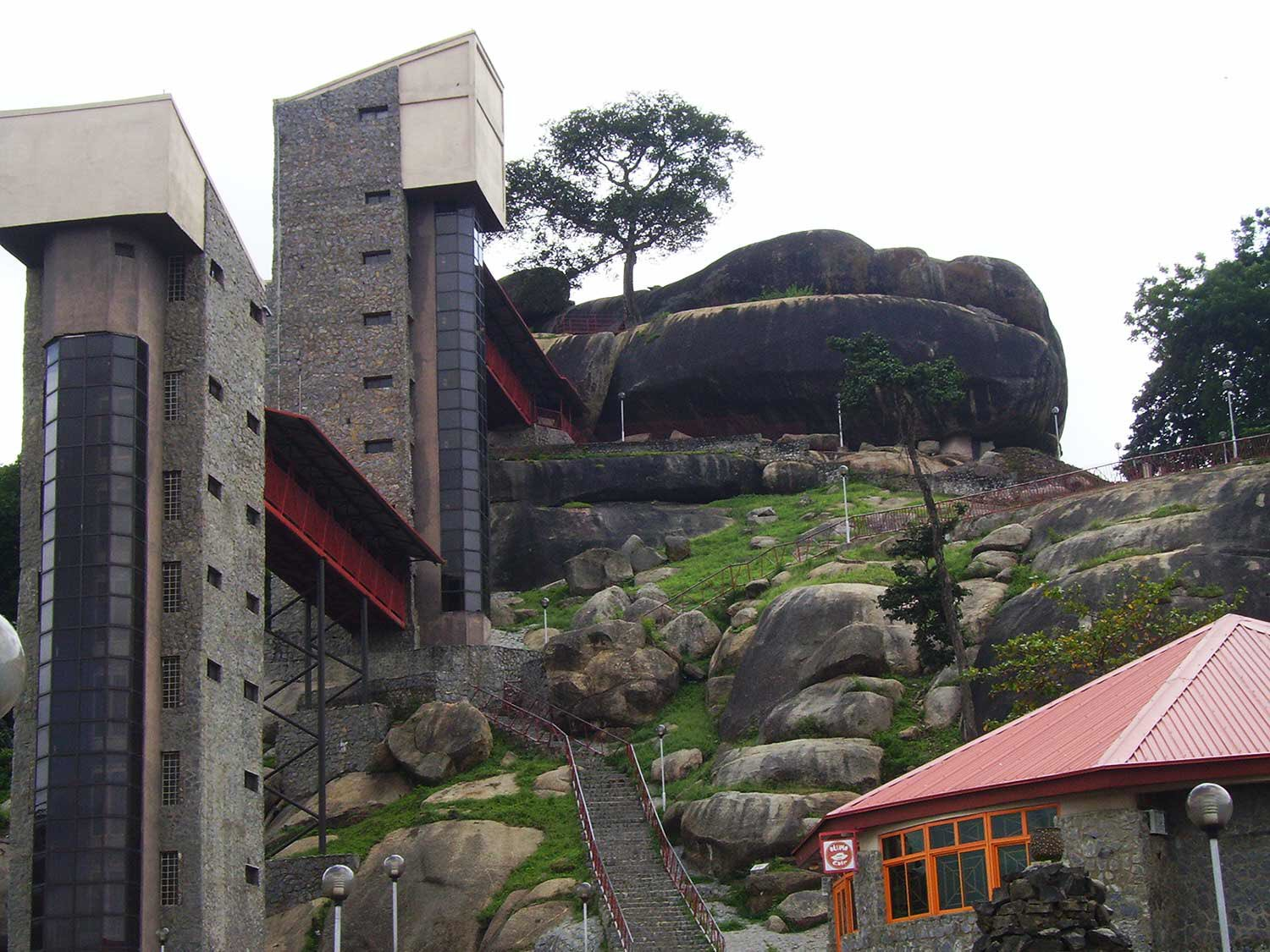

1825年頃にアフリカにおける奴隷狩りや紛争から逃れた人々が建国した国家「アベオクタ」の中心に位置することで有名な巨大な岩である。
最初にこの岩を発見したアフリカ人は主にダホメ王国、イバダン王国による奴隷狩りから逃げ伸びた周辺国の人々であった。
岩の間に大きく開いた隙間などを後に神聖な地として利用し、しばらくしてこの岩自体を神聖なものとして崇拝するようになる。
その後も各地から絶え間なく人々が逃げ延びてきてはこの岩を中心に集落や村を形成し、この影響により急速に発展、果てには住人が国家を名乗るほどに成長した。また上述の通り、岩には大きな隙間が空いており、中には人が生活出来るほどの十分な空間があった。
最も有名な実話としては、当時のオルモ・ロック村に対して侵攻を図る敵を次々と返り討ちにしてきたことで有名な伝説の戦闘隊長アクトゥ・クアンボにより武装化されたことである。
建国されてから26年経った1851年、ダホメ王国による奴隷狩りがアベオクタに向け出撃。
対抗するためアクトゥは兵民120人と共にオルモ・ロックに籠り、岩を気にせず家屋地帯に侵入し略奪行為に夢中になっていた王国軍900人に対し、岩から突如アクトゥの隊が出撃し背後から急襲。
大損害を与えた後、王国軍がアクトゥの隊に目を向けるとオルモ・ロックに籠り応戦。王国軍がオルモロックを囲んだ所に身を潜めていた残りのアベオクタ軍500人が奇襲を敢行し、再び大損害を与え圧勝、王国軍は敗走し返り討ちにした。
この戦いによる死者数はアベオクタ軍650人中188人に対しダホメ軍950人中524人となり、後にオルモ聖戦と呼ばれアクトゥは伝説となる。

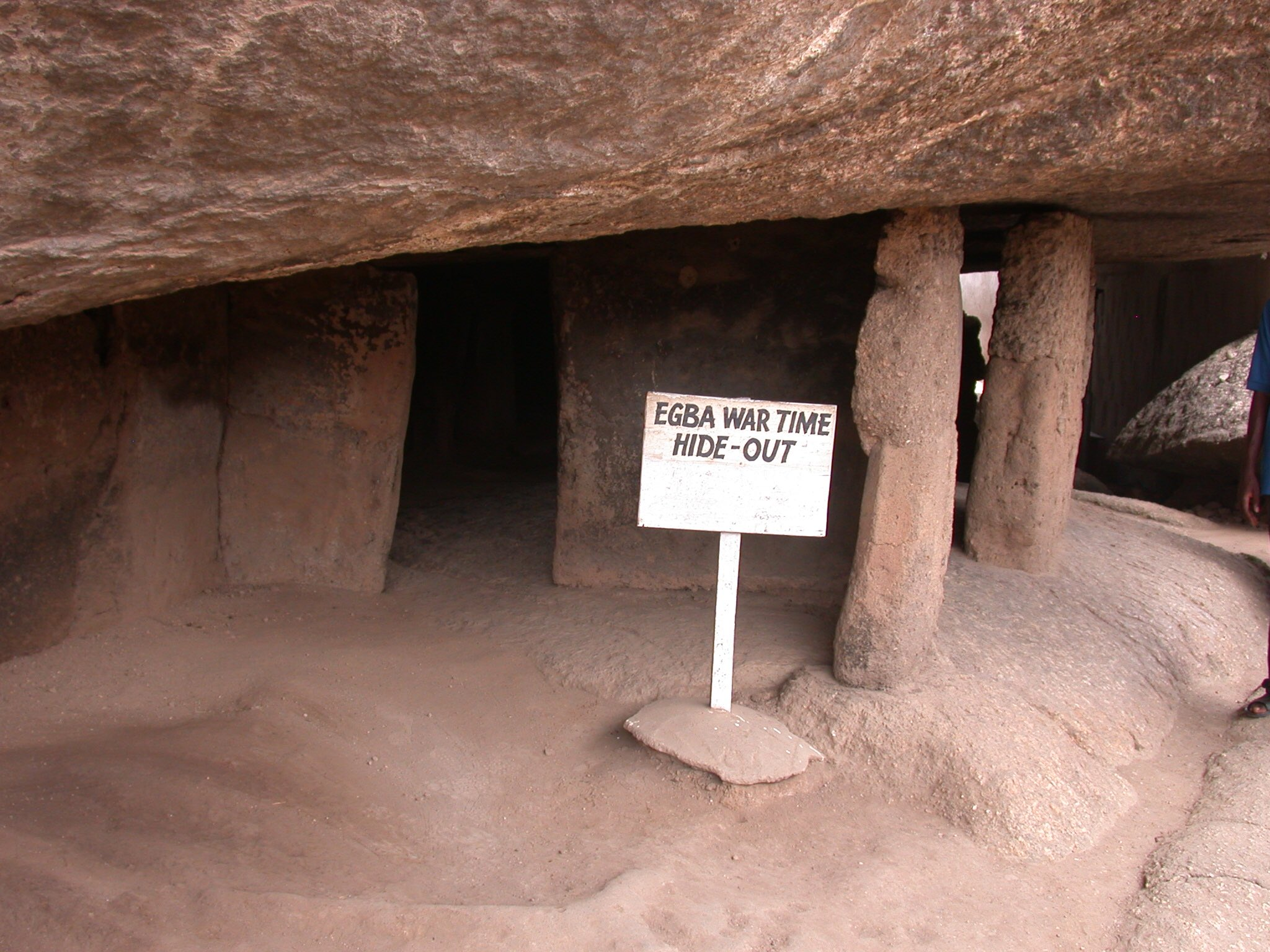

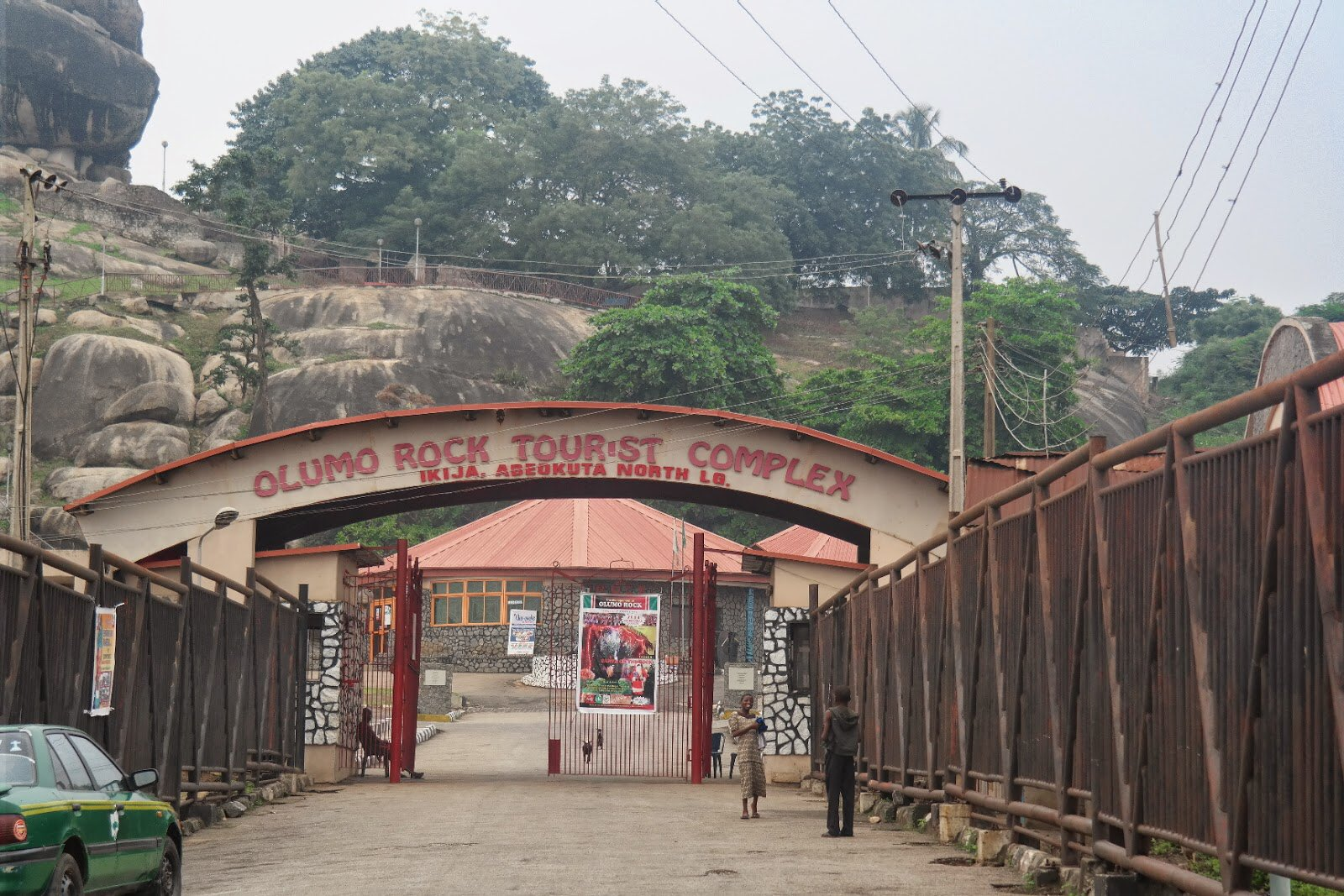

そして同時期、ダホメ王国に分断が起き(当時のイギリスでは人権運動により奴隷制度廃止の動きがありダホメ王国に禁止するよう圧力をかけていた)、奴隷貿易続行イギリス対抗派と、新需要開発和平路線派が協議する中、イギリスは海軍を用いてダホメ王国の港沿岸に船を構え海上を封鎖、イギリスと直接戦うことは出来ないと判断したダホメ王は奴隷貿易を終息することをイギリスと確約。
しかししばらくして危惧していた通り王国内に混乱が起き、2年後に再び奴隷貿易を再開。だが元の規模にすることは叶わず衰退の兆しを辿っていた。
そして1864年、またもダホメ王国とアベオクタが戦争に突入。アベオクタ軍1400人に対し王国軍1900人の以前より大規模な兵力の衝突となった。この時アクトゥは軽い病にかかっており別の指揮官候補が名乗りをあげたが意見の齟齬が起きていた。
しかし再び病を治したアクトゥ(この時68歳の老将)がアベオクタ軍の総指揮官となり、ダホメ王国とアベオクタの距離約100kmのちょうど真ん中50km地点にある平原にて野戦を展開し、王国軍は一度大損害を被る。その後アクトゥの策謀でわざとオルモ・ロックまで劣勢を装い後退する。
王国軍が意気揚々と進軍して目にしたものはもはやオルモ・ロックですらなく、木製の板で覆われた城壁だった。そして籠城戦の末再びアベオクタ軍が圧勝。
この時の死者数はアベオクタ軍413人に対し王国軍1183人と伝えられている。
この大敗北が決定打となりダホメ王国は衰退。後のアフリカ史研究においてもアクトゥの功績は当時のアフリカにおいて圧倒的であり、生まれた時代と国が違えばナポレオンのように恐れられただろうという論文が多く寄せられている。